# 神島外浦
神島外浦（こうのしまそとうら）は、岡山県笠岡市にある大字である。人口は717人（男性335人、女性382人）で、世帯数は293世帯。郵便番号は714-0034（笠岡郵便局管区）。本項では当地の前身である小田郡神島外町（こうしまそとちょう）、神島外村（こうしまそとそん）についても述べる。

## 地理
当地は、かつて島嶼であった神島地区の南部にあたる。笠岡市の広域地区では神島外（こうのしまそと）の一部であり、また当地はかつての小田郡神島外町の役場所在地であった。「外浦学園」と称されるほど教育機関が一か所に集まっており、保育所・小学校・中学校が連携し小規模校ならではの一貫教育が行われている。神島八十八箇所の札所があり、観光地としても機能している。

### 山岳
- 栂丸山 - 塚丸山とも。笠岡十名山の一つ。標高306.9メートル。
- 竜王山 - 標高267メートル。

### 島嶼
- 小規模無人島・岩礁が複数あり

### 海岸
- 江ノ浜

### 海洋
- 黒土瀬戸 - 神島外浦と高島間の海域

## 歴史
1970年（昭和45年）に隣接の神島内地区内に神島大橋が架橋され、本土と橋で結ばれる。また1966年より着工された笠岡湾の干拓事業により、神島が陸続きになった事により、神島外浦も陸続きとなる。
なお、同じ神島の北部側となる神島内浦（大字神島）は、笠岡市に合併するまで一度も同じ自治体管轄とならなかった。笠岡市編入後も学区等も別となっている。
大正時代初期頃から、工業の盛んな土地となり、全盛期には昼間人口は3万人にも達した。工場の社宅が山の中腹まで並び、沖合いの船から眺めると、神戸の景観に似ていたことから「今神戸」と呼ばれるほど活気に満ちていた。

### 沿革
- 1889年（明治22年）6月1日 - 町村制の施行により、神島外浦、白石島が合併して小田郡神島外村が発足（高島、飛島を含む）。
- 1947年（昭和24年）4月1日 - 白石島が分立して白石島村が発足。
- 1952年（昭和27年）7月1日 - 神島外村が町制施行して神島外町となる。
- 1955年（昭和30年）4月1日 - 笠岡市に編入。大字神島外浦となる

## 施設
行政
- 神島公民館

教育・保育
- 笠岡市立神島外中学校
- 笠岡市立神島外小学校
- 笠岡市立外浦保育所

郵便
- 神島郵便局

医療
- 安部医院

港湾
- 神島外港

電力
- 中国電力神島変電所

企業
- コウノシマ化成
- エムシー・ファーティコム 神島工場
- 笠岡市漁協
- 養護老人ホーム敬愛園
- 三洋汽船
- さかもと海上交通
- 長鋪汽船
- やぶと渡船
- 日野旅館
- 山本旅館
- 島田旅館

社寺

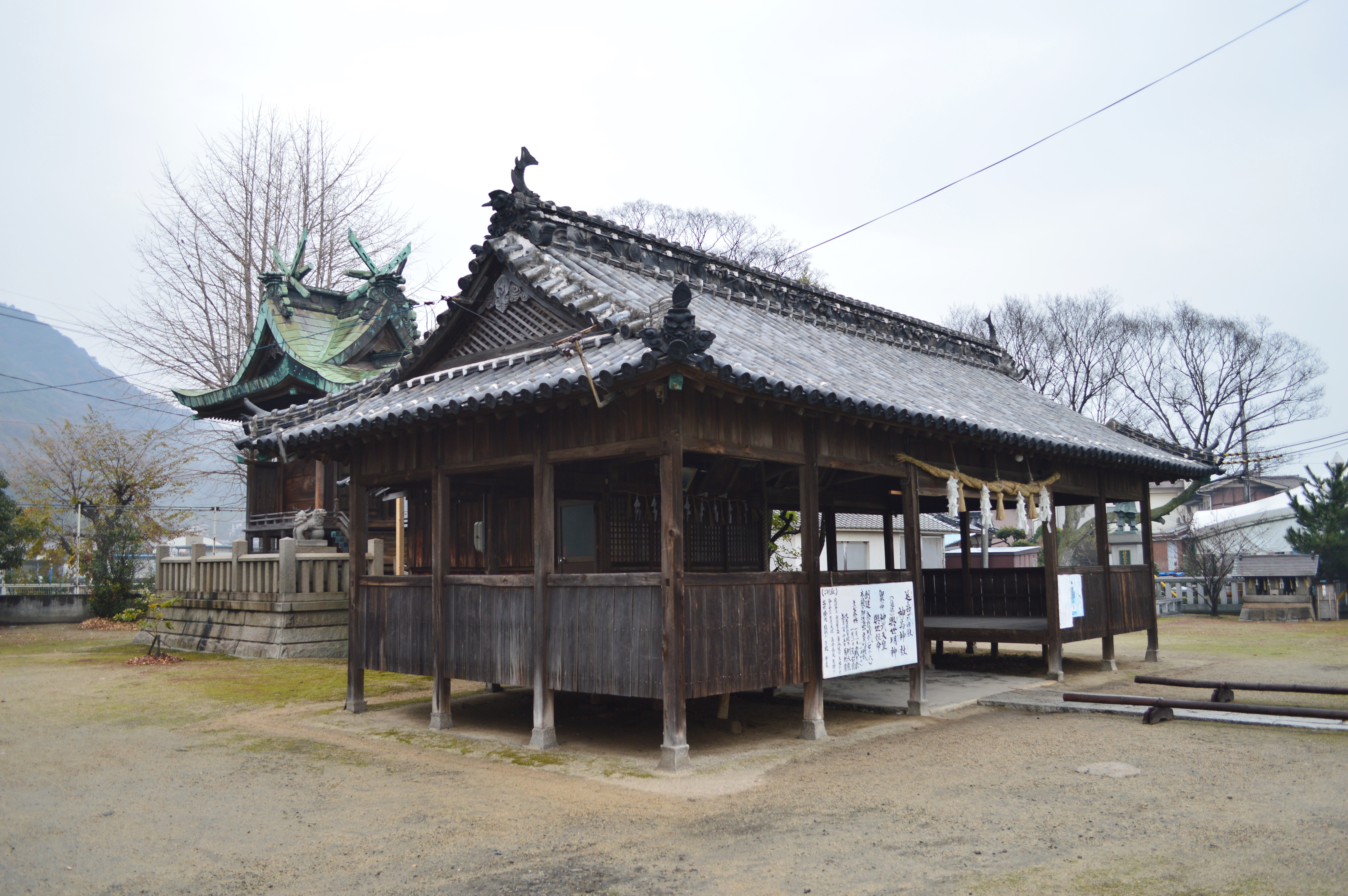
神島神社

- 神島神社  - 延喜式内社・神島神社の有力論社。高島宮の伝承地のひとつでもある。
- 石鎚神社
- 石鎚神社（同名社が二つある）
- 脇輿神社
- 荒神社
- 萬福寺
- 大日寺
- 杉根神社
- 源吾明神
- 日光寺 -真言宗寺院で、山号は月照山。福山藩主水野氏や頼山陽、菅茶山らに所縁のある天文期からの古刹。市指定重要文化財の村上景広の棟札・石造地蔵菩薩・閑香の塔婆、国指定絵図の絹本著色地蔵十王像図などがある。
- 青龍寺
- 大龍寺
- 薬王寺
- 最御崎寺
- 弘法寺
- 鶴林寺
- 立江寺
- 恩山寺